# PowerBook 190
Il PowerBook 190 ed il suo analogo PowerBook 190cs sono dei computer portatili costruiti da Apple come parte del suo marchio PowerBook e commercializzati a partire dall'agosto 1995 fino al giugno 1996.
I due modelli differiscono sono per il loro schermo: il 190 era dotato di un 9.5" a scala di grigi, mentre il 190cs aveva uno schermo a colori da 10.4". Il target commerciale di Apple per questo modello erano gli studenti del college con la necessità di un computer portatile senza fronzoli. In termini di hardware, assieme al PowerBook 150, il 190 aveva molto in comune con il portatile "professionale" di Apple dello stesso periodo, la serie PowerBook 5300. In cambio di un taglio di prezzo (circa 2200 US$ a confronto degli oltre 6000 US$ del modello di punta PowerBook 5300ce), il 190 era equipaggiato con LCD a matrice passiva anziché uno schermo a matrice attiva. In modo più particolare, mentre la serie 5300 usava processori PowerPC 603e a 100 o 117 MHz, il 190 era equipaggiato con un Motorola 68LC040 a 33 MHz: di fatto i 190 furono gli ultimi Macintosh a usare una  CPU 68k. Tuttavia la Apple offriva un aggiornamento a PPC per il 190, un approccio commerciale negativo per tutti i nuovi Mac 68040 all'epoca. D'altra parte il disco rigido standard era un 500 MB IDE, e i modelli uscivano di fabbrica con il System 7.5.2. Il 190 è l'unico PowerBook della serie 100 a non usare il case originale del 140, parimenti fu l'unico ad usare il processore 68040, un trackpad invece dello standard trackball, ed accanto al 150, l'unico a prevedere un'espansione di memoria RAM superiore a 14MB nonché un più capace e più economico disco rigido IDE. Il 190 costituì de facto il sostituto della serie dei PowerBook 500, che era stata dismessa completamente con l'introduzione dei 5300 nonché l'unico PowerBook basato sul Motorola 68040 presentato dalla Apple. Il computer era infine dotato di un lettore interno di floppy disk da 1,44 MB.
Non è disponibile l'andamento delle vendite del 190, ma in ogni caso, non ebbe vantaggi da articoli sulla "sindrome di esplosione della batteria", fenomeno che colpì gli accumulatori agli ioni di litio  montati di serie sui simili 5300 in cui si verificarono dei cortocircuiti e che scoppiarono in fiamme. La Apple richiamò subito tutte le batterie di questo tipo. Il PowerBook della serie 190 usava invece un accumulatore nichel-metallo idruro che non presentò questo problema.
La produzione del 190 ebbe termine nel giugno 1996, mentre il 190cs fu venduto fino ad ottobre dello stesso anno, quando fu sostituito dal PowerBook 1400cs. Con la dismissione del 190, la Apple abbandonò la sua strategia di mettere sul mercato due fasce di portatili, invece di offrire una configurazioni bassa e una alta dello stesso modello. Il concetto fece ritorno nei prodotti Apple nel 1999, con l'introduzione dell'iBook.